# Plectris subglabra
Plectris subglabra är en skalbaggsart som beskrevs av Moser 1918. Plectris subglabra ingår i släktet Plectris och familjen Melolonthidae. Inga underarter finns listade i Catalogue of Life.